# Bellator 45
 Bellator XLV  foi um evento de artes marciais mistas organizado pelo Bellator Fighting Championships, ocorrido em 21 de maio de 2011 no L'Auberge du Lac Resort em Lake Charles, Louisiana. O card contou com lutas da Final dos Torneios de Penas e Meio Pesados da Quarta Temporada do Bellator. O evento foi transmitido ao vivo na MTV2.

## Background
Kalvin Hackney, teve sua luta cancelada no Bellator 36, e foi movido para lutar nesse evento.
A luta entre Thiago Santos e Derrick Lewis foi tirada do card após Santos sofrer uma lesão.
O evento acumulou aproximadamente 264,000 telespectadores na MTV2.